# Europarlamentari della Grecia della VII legislatura
Gli europarlamentari della Grecia della VII legislatura, eletti in occasione delle elezioni europee del 2009, sono stati i seguenti.

## Composizione storica
| Europarlamentare          | Lista                              | Gruppo    |
| ------------------------- | ---------------------------------- | --------- |
| Kriton Arsenis            | Movimento Socialista Panellenico   | S&D       |
| Nikolaos Chountis         | Coalizione della Sinistra Radicale | GUE/NGL   |
| Marietta Giannakou        | Nuova Democrazia                   | PPE       |
| Maria Eleni Koppa         | Movimento Socialista Panellenico   | S&D       |
| Georgios Koumoutsakos     | Nuova Democrazia                   | PPE       |
| Rodi Kratsa-Tsagaropoulou | Nuova Democrazia                   | PPE       |
| Stavros Lambrinidis       | Movimento Socialista Panellenico   | S&D       |
| Athanasios Pafilīs        | Partito Comunista di Grecia        | GUE/NGL   |
| Chrysoula Paliadeli       | Movimento Socialista Panellenico   | S&D       |
| Giorgos Papakonstantinou  | Movimento Socialista Panellenico   | S&D       |
| Georgios Papanikolaou     | Nuova Democrazia                   | PPE       |
| Georgios Papastamkos      | Nuova Democrazia                   | PPE       |
| Athanasios Plevris        | Raggruppamento Popolare Ortodosso  | EFD       |
| Anni Podimata             | Movimento Socialista Panellenico   | S&D       |
| Konstantinos Poupakis     | Nuova Democrazia                   | PPE       |
| Sylvana Rapti             | Movimento Socialista Panellenico   | S&D       |
| Theodoros Skylakakis      | Nuova Democrazia                   | PPE       |
| Georgios Stavrakakis      | Movimento Socialista Panellenico   | S&D       |
| Georgios Toussas          | Partito Comunista di Grecia        | GUE/NGL   |
| Michail Tremopoulos       | Verdi Ecologisti                   | Verdi/ALE |
| Ioannis A. Tsoukalas      | Nuova Democrazia                   | PPE       |
| Niki Tzavela              | Raggruppamento Popolare Ortodosso  | EFD       |

## Modifiche intervenute

### Movimento Socialista Panellenico
- In data 08.10.2009 a Giorgos Papakonstantinou subentra Spyros Danellis.
- In data 22.06.2011 a Stavros Lambrinidis subentra Dimitrios Droutsas.

### Partito Comunista di Grecia
- In data 14.10.2009 a Athanasios Pafilīs subentra Charalampos Angourakis.
- In data 19.05.2014 a Charalampos Angourakis subentra Georgios Gkikopoulos.

### Raggruppamento Popolare Ortodosso
- In data 14.10.2009 a Athanasios Plevris subentra Nikolaos Salavrakos.

### Verdi Ecologisti
- In data 02.02.2012 a Michail Tremopoulos subentra Nikos Chrysogelos.